# Biferno
El Biferno (també apareix com Bimferno o Tiferno) és un riu d'Itàlia. Es forma per la unió dels torrents Quirino i Càllora. Els afluents principals a l'esquerra són el torrent Cervato, els barrancs Ceruntoli i Grande, i les rieres Lattuni i Macchie; i a la dreta el torrent Cigno, el barranc Ingotta, el riu Oratino, el barranc de la Piana, el torrent Rio, el barranc Rio Vivo, el torrent Rivolo i el barranc de la Tortore. Actualment passa per Campobasso (Molise). En el punt del curs on el riu passa per Guardialfiera es va construir una resclosa, que ha originat un pantà, el llac Gualdialfiera, dedicat a subministrat aigua de reg a part de la Molise. Feu frontera entre la Pulla i els Frentanis. i el seu nom antic fou Tifernus.

## Àrees de protecció legal
En el curs del riu Biferno hi ha cinc àrees LIC que han passat a formar part de la Xarxa Natura 2000: Fiume Biferno (confluenza Cigno-alla foce esclusa); Valle Biferno da confluenza Torrente Quirino al LagoGuardalfiera-Torrente Rio; Lago di Guardialfiera-M. Peloso; Valle Biferno dalla diga a Guglionesi; Foce Biferno-Litorale di Campomarino.